# Brümmerhof (Zeven)
Brümmerhof (niederdeutsch Brümmerhoff) ist ein Ortsteil der Stadt Zeven im niedersächsischen Landkreis Rotenburg (Wümme).

## Geografie
Brümmerhof liegt südlich des Kernortes Zeven an der Landesstraße 132. Östlich fließt die Mehde-Aue, ein linker Nebenfluss der Oste. Östlich verläuft auch die B 71.

## Geschichte
Brümmerhof gehörte bis 1141 zum Kirchspiel Heeslingen. Mit der Verlegung des Klosters von Heeslingen nach Zeven kam der Ort zum neu gegründeten Kirchspiel Zeven. Die Höfe kamen im Laufe des Mittelalters zum Großteil in die Abhängigkeit des Klosters in Zeven. In Brümmerhof gab es um 1500 zwei Höfe, die noch nach 1700 als halbe Höfe bezeichnet wurden, was als Indiz dafür genommen wird, dass der ursprüngliche Hof schon vor 1500 geteilt wurde.
Im Zuge der Gebietsreform in Niedersachsen wurde die zuvor selbständige Gemeinde Brümmerhof am 1. März 1974 nach Zeven eingegliedert. Am 31. Dezember 2021 lebten in Brümmerhof 66 Menschen.

## Galerie

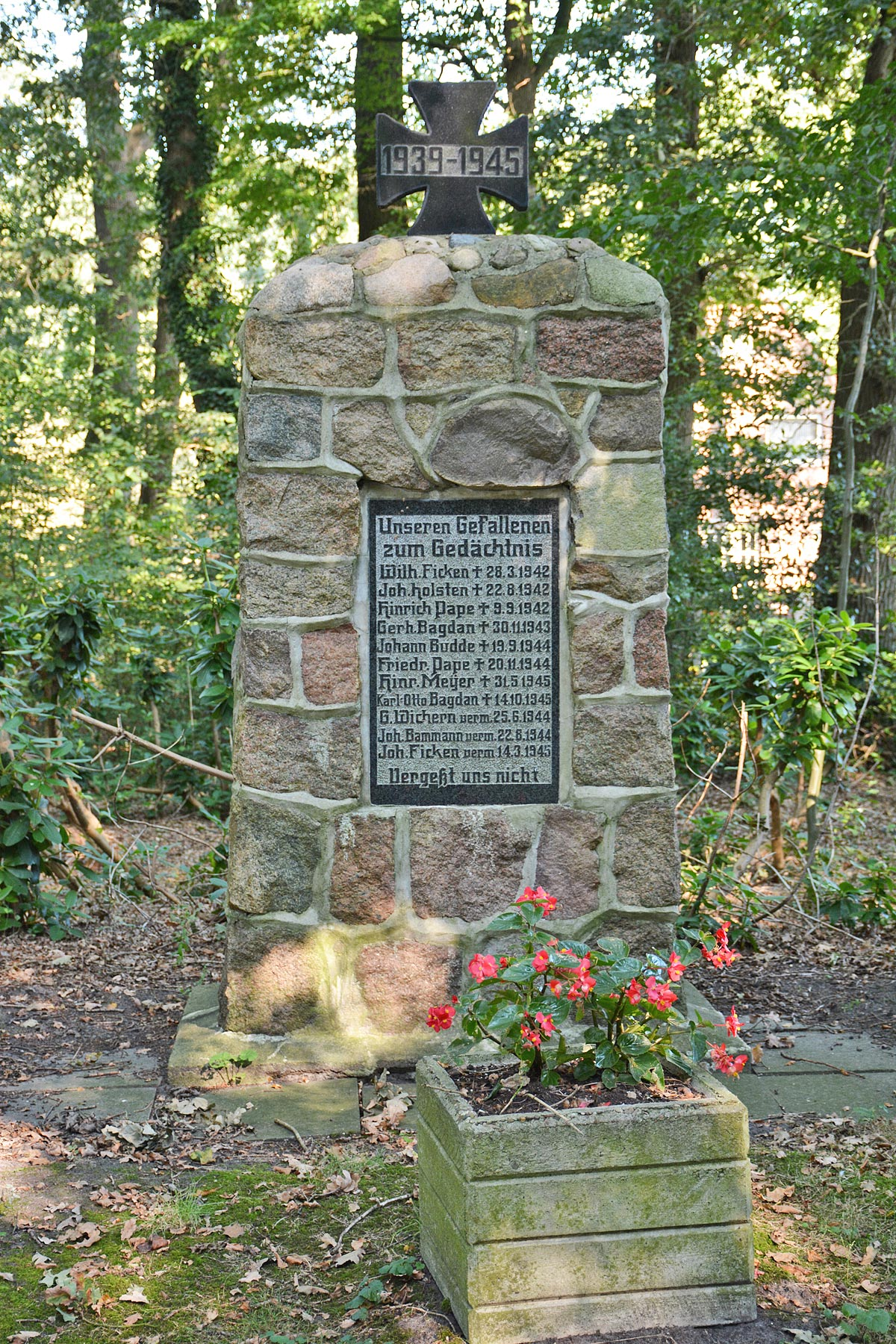
Ehrenmal in Brümmerhof
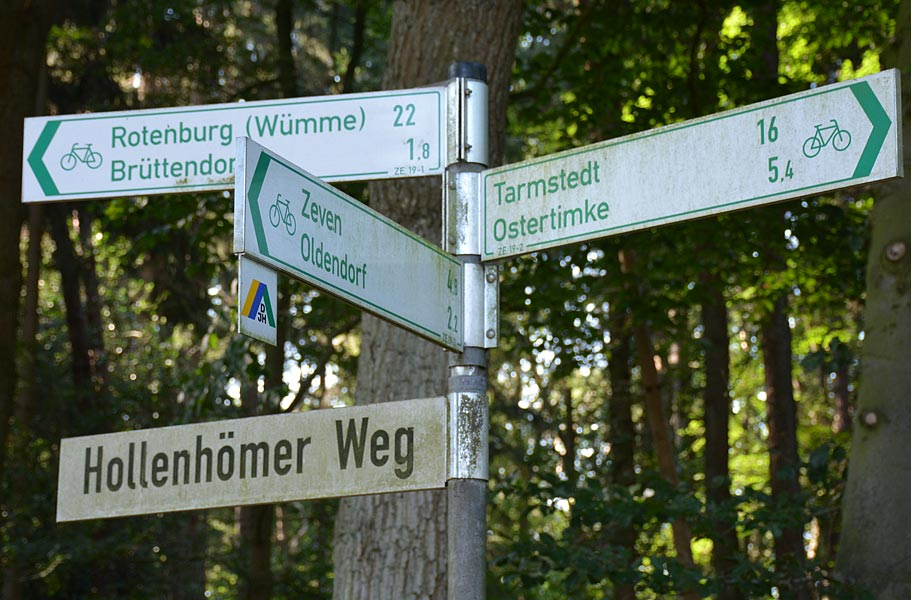
Schilder der Radwege und Entfernungen in Brümmerhof